# 周宜辰
周宜辰（1984年7月9日—）是台湾彰化縣秀水鄉人，臺灣田徑運動員，身高189公分，擅長項目標槍，曾經為台灣標槍（76.84公尺）全國紀錄保持人。
周宜辰自1998年起接受標槍訓練，就讀於國立台灣師範大學運動競技學系時接受蔡於儒教練指導，並於2005年在嘉義大專運動會第一次破全國紀錄（76.18公尺），2006年於板橋台灣亞運決選賽再次破自己的紀錄（76.84公尺）。2007-2008年間與張銘煌以及林家瑩一起於德國柏林接受訓練。周宜辰在柏林當地是由德國教練Winfried Heinicke指導。2008年底因運動傷害停止訓練。
周宜辰在2010年畢業於國立台灣師範大學運動競技研究所碩士班。於台中大甲高中實習結束後，由台灣師範大學運動競技學系聘為技術講師，為師大田徑隊助理教練，亦在師大開設一般體育課程。

## 學歷
- 彰化縣秀水國中
- 台中縣大甲高中
- 國立台灣師範大學運動競技學系

## 教練
- 陳啟仁 1998-1999年
- 孫念祖 1999-2002年
- 蔡於儒 2002-2006年
- Winfried Heinicke 2007-2008年

## 曾獲獎項
- 2003年大專運動會男子標槍金牌。
- 2004年大專運動會男子標槍金牌。
- 2005年大專運動會男子標槍金牌。
- 2006年中華台北隊亞運決選賽男子標槍金牌。

## 外部連結
- 周宜辰在的頁面